# Jerzy Nikołajew
Jerzy Marian Nikołajew – polski prawnik, doktor habilitowany nauk prawnych, profesor nadzwyczajny Uniwersytetu Opolskiego, specjalista prawa wyznaniowego.

## Życiorys
W 1991 ukończył studia na Wydziale Prawa i Administracji Uniwersytetu Marii Curie-Skłodowskiej w Lublinie. W 2010 na podstawie napisanej pod kierunkiem Piotra Stanisza rozprawy pt. Wolność sumienia i religii osób skazanych i tymczasowo aresztowanych w zakładach karnych i aresztach śledczych uzyskał na Wydziale Prawa, Prawa Kanonicznego i Administracji Katolickiego Uniwersytetu Lubelskiego Jana Pawła II stopień naukowy doktora nauk prawnych w zakresie prawa. W 2016 na tym samym wydziale na podstawie dorobku naukowego oraz rozprawy pt. Wspólnotowy wymiar wolności światopoglądu i przekonań religijnych oraz jej realizacja w ukraińskim systemie prawnym otrzymał stopień doktora habilitowanego nauk prawnych w dyscyplinie prawo.
Był adiunktem na Wydziale Zamiejscowym Nauk Prawnych i Ekonomicznych w Tomaszowie Lubelskim. Został profesorem nadzwyczajnym Wydziału Prawa i Administracji Uniwersytetu Opolskiego, zatrudnionym w Zakładzie Nauk o Bezpieczeństwie.
Jest członkiem Polskiego Towarzystwa Prawa Wyznaniowego.

## Wybrane publikacje
- Wolność sumienia i religii skazanych i tymczasowo aresztowanych, Wydawnictwo KUL, Lublin 2012.
- Wspólnotowy wymiar wolności światopoglądu i przekonań religijnych oraz jej realizacja w ukraińskim systemie prawnym, Wydawnictwo Unitas, Lublin 2016.
- Wolność sumienia i religii osób pozbawionych wolności. Aspekty prawne i praktyczne (współredaktor: Konrad Walczuk), Wydawnictwo Unitas, Warszawa 2016[1][3].
- Wolność sumienia i religii a bezpieczeństwo i porządek publiczny (współredaktorzy: Paweł Sobczyk, Konrad Walczuk), Wydawnictwo Unitas, Warszawa 2017[4].